# Rumänische Eishockeyliga 1975/76
Die Saison 1975/76 war die 46. Spielzeit der rumänischen Eishockeyliga, der höchsten rumänischen Eishockeyspielklasse. Meister wurde zum insgesamt fünften Mal in der Vereinsgeschichte Dinamo Bukarest.

## Finalrunde
|    | Klub               | Sp | S | U | N | T  | GT | Punkte |
| -- | ------------------ | -- | - | - | - | -- | -- | ------ |
| 1. | Dinamo Bukarest    | 6  | 6 | 0 | 0 | 44 | 10 | 12     |
| 2. | Steaua Bukarest    | 6  | 4 | 0 | 2 | 34 | 24 | 8      |
| 3. | CSM Dunărea Galați | 6  | 2 | 0 | 4 | 21 | 34 | 4      |
| 4. | SC Miercurea Ciuc  | 6  | 0 | 0 | 6 | 13 | 44 | 0      |

Sp = Spiele, S = Siege, U = Unentschieden, N = Niederlagen